# Лозовое (Ровеньский район)
Лозовое — село в Ровеньском районе Белгородской области России. Административный центр Лозовского сельского поселения.

## География
Село расположено в юго-восточной части Белгородской области, близ границы с Украиной, в 14,2 км к востоку по прямой от Ровенёк, районного центра.

## История
С июля 1928 года хутор Лозовой в Ивановском сельсовете (с центром в слободе Ивановке) только что образованного Ровеньского района. Лозовое было самым крупным из 11 населенных пунктов сельсовета. 
В 1950-е годы хутор Лозовый (так в документах) в Ровеньском районе — центр Ново-Лозовского сельсовета, объединявшего 12 хуторов: Духин, Кленовый, Личманы, собственно Лозовый, Орлов, Панов, Стенки, Черемхов I, Черемхов II и Черемхов III, Широконь, Шевцов и село Ивановку. 
В 1997 году село Лозовое в Ровеньском районе — центр Лозовского сельского округа, в который входит еще хутор Широконь. 
В 2010 году село Лозовое — центр Лозовского сельского поселения Ровеньского района. 

## Население
На 1 января 1932 года на хуторе Лозовом 526 жителей.
На 17 января 1979 года в селе Лозовом — 380 жителей, на 12 января 1989 года — 500 (231 мужчин, 269 женщин), на 1 января 1994 года — 524 жителей, 182 хозяйства.
В 1997 году в Лозовом — 189 домовладений, 536 жителей; в 1999 году — 539 жителей; в 2001 году — 534.
| 1859 | 1897  | 2002 | 2010 |
| ---- | ----- | ---- | ---- |
| 1862 | ↗2617 | ↘511 | ↘502 |

## Инфраструктура
В начале 1990-х годов село Лозовое оставалось центром колхоза им. Горького (в 1992 году 297 колхозников), занятого растениеводством и животноводством. По состоянию на 1995 год в Лозовом — АОЗТ им. Горького, фермерские хозяйства «Клиновое» и «Солнышко», медицинский пункт, Дом культуры, средняя школа.